# Ion Creangă (gmina)
Ion Creangă – gmina w Rumunii, w okręgu Neamț. Obejmuje miejscowości Averești, Ion Creangă, Izvoru, Muncelu, Recea i Stejaru. W 2011 roku liczyła 5001 mieszkańców.